# Psalm 135

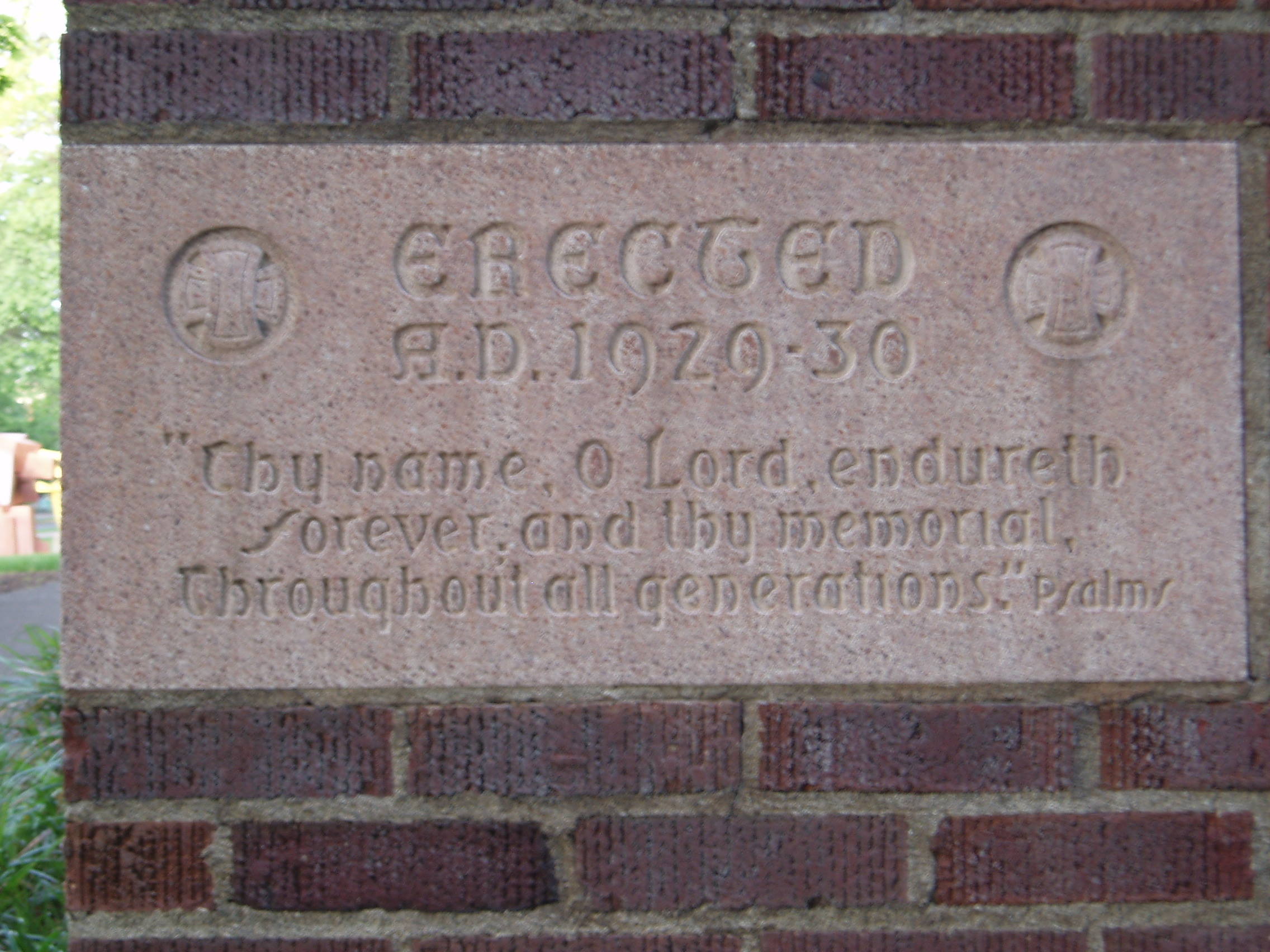
Psalm 135,13 auf einem Grundstein an der University of Oregon

Der 135. Psalm ist ein biblischer Psalm aus dem fünften Buch des Psalters. Er wurde urtümlich möglicherweise anlässlich des Passahfestes gesungen, bei dem der Befreiung aus Ägypten gedacht wird.

## Inhalt
Nach einigen allgemeinen Aufforderungen zum Lob Gottes werden ab Vers 5 die großen Taten Gottes bei der Schöpfung der Welt und durch die Geschichte hindurch geschildert. Die Verse 15–18, in denen die Nutzlosigkeit menschengemachter Götterbilder beschrieben wird, entsprechen weitgehend Psalm 115,4–8 .